# Sędzinko
Sędzinko – wieś w Polsce położona w województwie wielkopolskim, w powiecie szamotulskim, w gminie Duszniki.

## Położenie
Sędzinko leży nad Mogilnicą Wschodnią, w pobliżu drogi wojewódzkiej nr 306 i autostrady A2 (MOP "Sędzinko").

## Historia
Miejscowość pierwotnie była związana z Wielkopolską. Istnieje co najmniej od drugiej połowy XIV wieku i ma średniowieczną metrykę. Po raz pierwszy odnotowane zostało  odmiejscowe nazwisko pochodzące od nazwy wsi w łacińskim dokumencie z 1391 we fragmencie „Sandzinski de Parvo”. W 1399 odnotowano po łacinie wieś jako „Parva Sandzinka”, 1409 „Minus Sandzino”, 1411 „Sandzinko”, 1418 „Parua Sandzino”, 1425 „Minus Szandzino”, 1448 „Sadzynko”, 1473 „Sandzynko”, 1499 „Sadzyno Minus”, 1516 „Minus Sandzinko”, 1538 „Szadzynko”, 1545 „Schądzynko”, 1564 „Sądzinko”, 1570 „Sendzinko”, 1577 „Sędzino Minus”.
Tereny, na których powstała miejscowość były zasiedlone jednak wcześniej niż odnotowały to historyczne zapisy. Badania archeologiczne, przeprowadzone w okolicy ujawniły w lesie  leżącym około 4 kilometrów na południe od wsi, dobrze zachowane koliste grodzisko wklęsłe z VII-IX wieku, które otoczone jest wałami o szerokości 10-12 m i wysokości 5 metrów. Na zachód od niego zidentyfikowano osadę przygrodową z tego samego czasu. Około pół kilometra na wschód od Sędzinka znajduje się osada z X-XIII wieku, w pobliżu której odkryto w 1895 skarb srebrny monet o wadze 429,5 gram, który ukryty został po roku 1068.
Początkowo wieś była własnością szlachecką należącą do lokalnej szlachty wielkopolskiej z rodu Sędzińskich, którzy od nazwy wsi przyjęli odmiejscowe nazwisko, a potem także do Słapów, Jarogniewskich, Ostrorogów herbu  Nałęcz, Iłowieckich, Opalińskich herbu Łodzia. W 1447 miejscowość leżała w powiecie poznańskim województwa poznańskiego w Koronie Królestwa Polskiego. W latach 1473 i 1508 należała do parafii Buk.
Pierwszy zachowany zapis historyczny dotyczący wsi pochodzi z zapisów sądowych i wymienia jako świadka w 1391 Mścigniewa Sędzińskiego zwanego Przekułą (oryg. „Przecula, Przekula”) ojca Jana, Smysławy, Doroty oraz Dzierżki. W 1411 wraz z synem Janem, dziedzicami w Sędzinach, toczył proces ze swą córką Smysławą z Radwankowa oraz z Dorotą z Mosiny o Sędzinko. W 1418 Mścigniew dał Stanisławowi Słapowi, właścicielowi z Palędzia, Palędzia Małego, Rosnowa oraz z Dąbrowy w parafii Skórzewo, oraz jego żonie Dorocie, która była jego córką, siedlisko w postaci połowy folwarku, lasu, łąk oraz młyna wodnego w Sędzinku.
W latach 1409-1424 w dokumentach jako świadek występuje syn Mścigniewa Jan Jasiek Sędziński z Sędzinka oraz ojciec Michała, Wojciecha oraz Anny. W 1411 odnotowana została córka Mścigniewa oraz żona Narama Rosnowskiego Smysława lub Śmichna z Radwankowa, Sędzin oraz Rosnowa. W  latach 1418-1437 odnotowano drugą córkę Mścigniewa Dorotę z Sędzinka, Sędzin, Rosnowa, Rosnówka i Palędzia wdowę po Jakuszu, a potem żonę Stanisława Słapa Palędzkiego zwanego także Dąbrowskim. Była ona matką Agnieszki, Małgorzaty i Doroty. W 1418 Stanisław Słap pozwał rządcę bukowskiego m. in. o to, że wyciął on w lesie sędzińskim ponad 100 kóp drzew załadowanych na 43 wozy i zabrał 6 koni w dziedzinie tegoż Słapa.
W 1436 odnotowano Małgorzatę z Sędzinka, Sędzin, Palędzia, Rosnowa i Łopuchowa, córkę Doroty z Sędzinka i Stanisława Słapa. Była wówczas wdową po Gerwardzie z Łopuchowa, który zmarł w latach 1429-1432. Wyszła ponownie za mąż i od ok. 1434 była żoną Wojciecha Jarogniewskiego. W 1436 toczyła ona spór sądowy o Sędzinko ze swoimi siostrami Agnieszką i Dorotą córkami Stanisława Słapa oraz ich prawnym opiekunem, stryjem Piotrem Słapem z Dąbrowy. W 1437 (według zachowanej kopii z 1469) Stanisław Ciołek biskup poznański transumował dokument Mikołaja Kurowskiego biskupa poznańskiego z 1399 w sprawie erekcji altarii św. Doroty w katedry poznańskiej, ufundowanej przez Wojciecha z Będlewa archidiakona poznańskiego i zatwierdził jej uposażenie, a w nim m. in. trzy grzywny szer. groszy czynszu rocznego zapisanego na Śędzinku należącym do Wojciecha z Jarogniewic syna Jakuba z Radwankowa oraz jego teściowej Doroty wdowie po Stanisławie Słapie.
W latach 1466-1472 w dokumentach odnotowano Jadwigę z Sędzinka i Jarogniewic, żonę Jana Rydzyńskiego, a później żonę Wojciecha Kobylińskiego. W 1466 Jadwiga z Sędzinka była w sporze sądowym z Janem Otuskim. W 1472 dała swojemu bratu Janowi niegdyś Jarogniewskiemu dziedzicowi w Sędzinach całą wieś Sędzinko w zamian otrzymuje połowy Jarogniewic i Mikoszek.
W latach 1472-1516 notowany był Jan Sędziński, zwany też od innych majętności Bardzkim lub Jarogniewskim. Był on synem Jana Jarogniewskiego i Doroty Bnińskiej, bratankiem Wojciecha Jarogniewskiego. W 1472 sprzedał mężowi swojej siostry stryjecznej Jadwigi córki Jarosława z  Jarogniewic, stolnikowi poznańskiemu Mikołajowi Bnińskiemu ze Stęszewa wieś Piotrowo za 400 grzywien. W latach 1473-1474 Jan Sędziński z powodu choroby wysłał w zastępstwie dwóch służebników na wyprawę wojenną jaka miała miejsce w czasie najazdu Macieja Korwina na Wielkopolskę. W 1474 żona Jana Sędzińskiego Barbara Goryńska wraz ze swą siostrą Katarzyną żoną Andrzeja Łódzkiego sprzedali Elżbiecie wdowie po Stanisławie z Bieganowa w powiecie pyzdrskim całą wieś Mysłki (koło Wrześni, obecnie to Mystki) za 400 grzywien. W 1475 Jan Sędziński zakupił od swoich szwagierek Katarzyny i Elżbiety, córek Michała Goryńskiego, 1/3 wsi Bardo z zastrzeżeniem prawa wykupu za kwotę 200 grzywien. W 1503 Jan Sędziński  zakupił dwa łany osiadłe w Sędzinach. W 1504 dziedzic sędziński Jan Jarogniewski skwitował wnuka Jana Krzyżanowskiego, syna Tomasza i córki Małgorzaty z 20 grzywien. W 1516 Jan Sedziński zwany też Bardzkim sprzedał braciom niedzielnym z Lwówka Jerzemu, Stanisławowi, Marcinowi i Mikołajowi Ostrorogom herbu Nałęcz całą wieś Sędzinko za 700 grzywien.
W 1571 Marcin Ostroróg Lwowski sprzedał całe Sędzinko z zastrzeżeniem prawa wykupu  Janowi Iłowieckiemu za 3000 złotych polskich. W Marcin wykupił i ponownie sprzedał wieś w 1575 Zofii z Tęczyna wdowie po kasztelanie międzyrzeckim Stanisławie Ostrorogu za 10 000 złotych polskich. Wieś Sędzinko pozostawała w ręku Ostrorogów Lwowskich do 1611, kiedy to Jerzy Ostroróg, który zmarł bezpotomnie w 1623 jako ostatni z Ostrorogów Lwowskich sprzedał swoje majętności, a wśród nich m. in. wieś Sędzinkowojewodzie poznańskiemu Piotrowi Opalińskiemu herbu Łodzia .
Miejscowość odnotowały również historyczne rejestry podatkowe.  W 1499 Sędzinko zalegało z podatkiem królewskim. W 1508 miał miejsce pobór podatków od 12  półłanków, jednej kwarty roli, 6 groszy od młyna, od dwóch karczm po 6 groszy. W 1563 pobrano podatki we wsi od 6 i 1/4 łana, karczmy dorocznej. W 1577 pobór z Sędzinka zapłacił kasztelan międzyrzecki Stanisław Ostroróg. W 1580 pobór ze wsi zapłaciła Zofia z Ostroroga wdowa po Stanisławie od 11 półłanków, 8 zagrodników, dwóch komorników, jednego najemnego robotnika zwanego ratajem, połowy łana opuszczonego, kwarty roli oraz karczmy z kwartą roli. W 1583 Zofia z Ostroroga zapłaciła ponownie pobór z Sędzinka.
W 1580 właścicielką dóbr była Zofia z Ostroroga. Pod koniec XVIII wieku Sędzinko było własnością Chłapowskich.
Wskutek II rozbioru Polski w 1793, miejscowość przeszła pod władanie Prus i jak cała Wielkopolska znalazła się w zaborze pruskim. Po rozbiorach Polski Prusacy w ramach germanizacji nazewnictwa w Wielkopolsce nazywali miejscowość ahistoryczną, niemiecką nazwą Klein Lintze. Pod koniec XIX wieku miejscowość liczyła 38 domostw i 386 mieszkańców, wszyscy wyznania katolickiego. Folwark Sędzinko leżał między Sędzinkiem a Wilkowem i liczył 3 domostwa z 61 mieszkańcami. Administracyjnie podlegał pod okręg dominialny Sędziny. W XIX wieku powstał cmentarz ewangelicki przy drodze na Wilkowo.
W latach 1975–1998 miejscowość administracyjnie należała do województwa poznańskiego.
W 2008 roku wieś zmieniła swój wygląd. Z funduszy gminnych oraz unijnych została wyremontowana główna droga prowadząca przez wieś. Dwa lata później wyremontowano salę w Wiejskim Domu Kultury. 